# Hans Söhnker

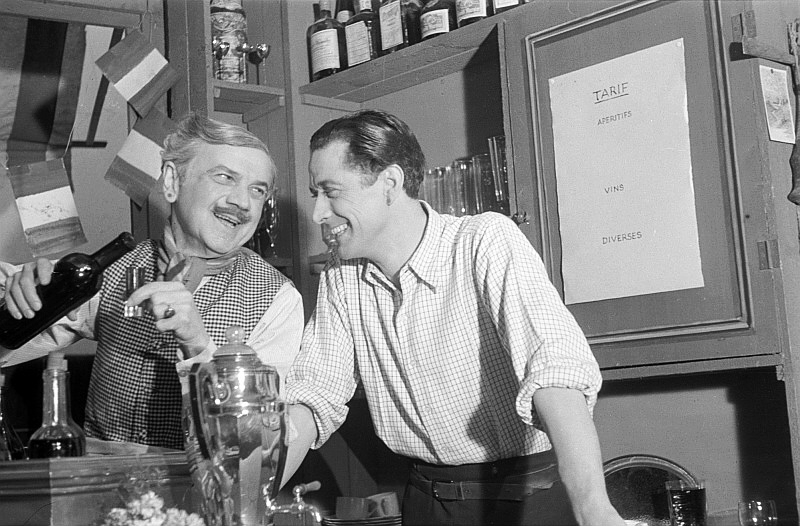
Hans Söhnker (höger) tillsammans med Hans Leibelt (vänster) i teaterpjäsen Zum goldenen Anker av Marcel Pagnol i Schlossparktheater Berlin-Steglitz, 1946.

Hans Albert Edmund Söhnker, född 11 oktober 1903 i Kiel-Gaarden, död 20 april 1981 i Berlin, var en tysk skådespelare. Han scendebuterade 1922 på stadsteatern i Kiel och filmdebuterade 1933. Han medverkade i tyska filmer och TV-serier fram till 1980.

## Filmografi roller i urval
- 1934 – Csardasfurstinnan
- 1935 – Eva
- 1937 – Gröna hissen
- 1938 – Fint folk
- 1938 – Geld fällt vom Himmel
- 1938 – Hon kommer inte till middagen
- 1940 – Nanette
- 1941 – Vi ses igen, Franziska!
- 1944 – Människor i hamn
- 1948 – Film utan namn
- 1950 – Natt i glädjekvarteret
- 1954 – Skandal i sista ringen
- 1960 – Högt spel för friheten
- 1962 – Ett fall för Sherlock Holmes
- 1962 – Den längsta dagen (ej krediterad)
- 1964 - Das Phantom von Soho